# Луканикос
Луканикос († 2014 г. в Атина) е улично куче от Атина, което се намира в разгара на демонстрации и бунтове по време на протестите срещу мерките за икономии в резултат на кризата с гръцкия държавен дълг от 2010 г. и по този начин привлича вниманието на световните медии като „куче за бунтове“.
Die Tagesschau съобщава за Луканикос, а английският вестник „Икономист“ го представя на първа страница. През 2011 г. Луканикос е избран от американското списание „Тайм“ за личност на годината заедно с други демонстранти от цял свят.
През октомври 2014 г. няколко гръцки медии съобщават за смъртта на Луканикос. През 2012 г. той е приютен от семейство в Атина, където умира на около 10-годишна възраст. Твърди се, че химическите вещества, които е вдишвал по време на бунтовете, са се отразили на здравето му. Твърди се, че е погребан на хълм в центъра на Атина.
Истинското име на Луканикос е Тодорис. Първоначално той е бездомен, живее в центъра на Атина и започва да се присъединява към протестите през 2008 г., по време на световноизвестните бунтове в Гърция. След това той често се оказва в центъра на събитията и заема страната на протестиращите, като е в челните редици и лае по служителите на реда. Понякога той се опитва да грабне и да хвърли обратно хвърчащите към протестиращите флакони със сълзотворен газ. Заради любовта си към пържени колбаси, с които се черпят туристите, той получава прякора „Луканикос“.
По време на Националната стачка и протестите на държавните служители в Гърция през 2010 – 2012 г. Луканикос също участва пряко. Понякога той получава ритници от полицията, веднъж дори има информация, че Луканикос е бил сериозно бит, но това не е потвърдено. След 2012 г. Луканикос спира да участва в масови протести. Оказана му е необходимата медицинска помощ и е лекуван за паразитни насекоми. Луканикос, който отново започва да се нарича Тодорис, е приет от гръцко семейство. Започва да живее в Халкида, на около 60 км от Атина. Умира на 21 май 2014 г. от сърдечен арест.